# Paul Berg
 Ikke at forveksle med Poul Berg.
Paul Berg (født 30. juni 1926, død 15. februar 2023) var en amerikansk biokemiker og professor emeritus på Stanford University. Han modtog nobelprisen i kemi i 1980 sammen med Walter Gilbert og Frederick Sanger. Prisen blev tildelt i anerkendelse af hans grundforskning inden for nukleinsyrer.
Berg blev uddannet på Penn State University, hvor han skrev speciale i biokemi. Han blev Ph.D. i biokemi fra Case Western Reserve University i 1952. Berg arbejdede som professor ved Washington University School of Medicine og Stanford University School of Medicine og var direktør for Beckman Center for Molecular and Genetic Medicine. Udover nobelprisen har Berg modtaget National Medal of Science i 1983 og National Library of Medicine Medal i 1986. Berg var medlem af bestyrelsen på Bulletin of the Atomic Scientists.